# 甘い言葉で。。。
『甘い言葉で。。。』（あまいことばで）は、調布FMで毎月第2日曜日23:00 ‐ 0:00に放送されている日本のラジオ番組。

## 概要
それまで同時間帯に放送されていた『スルースキルズの甘い言葉で罵って』が、スルースキルズの解散に伴い、リニューアルする形で2017年7月9日放送に開始。
調布エフエム放送をキー局として全国4局のコミュニティ放送局で放送中。
同年代のアイドルや女性タレントが集まってトークする番組。また、開始当初は前番組からスルースキルズの元メンバーが中心となって出演していた。
番組枠は1時間となっているが、30分ずつ1部と2部で分かれており、各部で出演メンバーが異なる。
2018年1月よりリニューアルして現在に至る

## ネット局
※放送時間はJST、2018年4月現在。
| 放送局           | 放送時間                  |
| ---------------- | ------------------------- |
| 調布FM（キー局） | 毎月第2日曜日23:00～0:00  |
| エアてっし       | 毎月第3土曜日20:00～21:00 |
| エフエムはなび   | 毎月第3日曜日20:00～21:00 |
| FM-OZE           | 毎月第3日曜日20:00～21:00 |
| FMチャッピー     | 毎月第4月曜日19:00～20:00 |

## レギュラーメンバー
1部出演メンバー
西尾舞生 古崎瞳 くるみ 岡田ちほ
2部出演メンバー
増田みなみ みほとけ 西山野園美 小林智絵 松村芽久未

### 過去のレギュラーメンバー
根本羽衣 みづきあかり 深見ありす キルビルPainB.B.
シュアン 秋本江里奈
えりか ゆきの 真崎千波 小笠原茉由 

## レギュラーコーナー
- 1部レギュラーコーナー
  - くるみのお悩みきーちゃるけんね
  - ちーたんの当たり前クイズ
  - ひとみんのキュンキュン言わせるぞ

- 2部レギュラーコーナー
  - みほのみほとけ
  - 西山野園美のノンストップロード
  - ちーぱにゃシネマーズ
  - 松村芽久未の「劇団松村」
  - みなみ企画「私の地元を知ってほしい～」
  - 萌えるエール「萌エール」